# Abattoir (cómic)
Abattoir es el alias de Arnold Etchinson, un personaje ficticio del universo de DC Comics. Él apareció por primera vez en Detective Comics #625 (enero de 1991).

## Historia del personaje
Un asesino en serie que estaba convencido de que su familia estaba mal, Arnold Etchinson creía que había absorbido algo de su fuerza vital cuando los asesinó. Él fue detenido y encarcelado en el Asilo Arkham, del cual escapó varias veces, siempre siendo regresado por Batman. Su último escape se produjo cuando Bane liberó a todos los presos en Knightfall, por lo que Etchinson se fue para matar a más miembros de su familia.
Finalmente fue localizado por Jean Paul Valley, quien actuaba como Batman en ese momento, sin conocer a Etchinson. Valley lo persiguió hasta una refinería y casi lo noquea en una tina de metal fundido. Abattoir estaba colgando de una cadena, apenas capaz de sostenerse, pero Valley, inmovilizado en una crisis de conciencia, le permitió caer a su muerte, horrorizando a Robin. Dado que Abattoir estaba ocultando a un familiar, Graham Etchinson, dentro de una cámara secreta de tortura en un lugar desconocido, Valley condenó indirectamente a ese prisionero hasta la muerte, a pesar de que él no sabía de esto hasta que se lo dijo el Comisionado James Gordon. Este escenario fue el principal factor para que Bruce Wayne regresara a su papel como Batman.
Abattoir volvió como un fantasma (durante un breve período de mayor actividad sobrenatural en el mundo), para atormentar al Batman original (Bruce Wayne) usando la armadura de Valley, pero Batman resultó ser mucho menos sensible al asalto psicológico que su sustituto. Batman engañó al fantasma de Abattoir para que abandonara la armadura y su misión. (El fantasma estaba tratando de hacer que su último pariente de sangre, una prima embarazada, tendría un aborto espontáneo y entonces poseería al bebé.)

### La Noche Más Oscura
Como parte del evento de La Noche Más Oscura, el cadáver de Abattoir fue reanimado por un anillo de poder negro y reclutado por los Black Lantern Corps en Blackest Night: Batman #1 (octubre de 2009). En Blackest Night: Batman #2, el cadáver de Abattoir fue volado en pedazos y aparentemente destruido por el Comisionado Gordon; Abattoir apareció flotando a través de una ventana fuera de la oficina de Gordonl, donde él y su hija Barbara (también conocida como Oráculo) estaban buscando refugio. Acorralado, Gordon agarró una escopeta y empezó a dispararale a Abattoir, quien pronto se quedó sin nada, a excepción de sus pies. Sin embargo, él más tarde fue visto completamente regenerado junto con el Rey Serpiente y los Gatillos Gemelos.